# Usnea nidifica
Usnea nidifica är en lavart som beskrevs av Taylor. Usnea nidifica ingår i släktet Usnea och familjen Parmeliaceae.   Inga underarter finns listade i Catalogue of Life.